# HNK Gorica
Hrvatski Nogometni Klub Gorica je chorvatský fotbalový klub z Velike Gorici založený roku 2009, konkrétně spojením NK Radnik a NK Polet Buševec. Momentálně hraje nejvyšší chorvatskou fotbalovou ligu. Domácí zápasy hraje Gorica na stadionu Gradski stadion Velika Gorica, který pojme 5,000 fanoušků. Klub vyhrál druhou chorvatskou ligu v sezóně 2011/12 a měl postoupit do nejvyšší soutěže, jenže licence byla odebrána.

## Historie
Během roku 2009 se Radnik dostal do finančních problémů a jediným možným východiskem, jak zachovat nejlepší a nejpopulárnější fotbalový tým v Gorici, bylo spojení s finančním stabilním místním klubem. Vhodný partner se ukázal v klubu NK Polet z nedaleké vesnice Buševec. NK Polet měl za sebou dálnou historii a tradici, v té době hrál třetí Chorvatskou soutěž. V létě 2009 tak došlo mezi těmito kluby k dohodě a vznikl nový klub, HNK Gorica. Primárním cílem se stal titul a postup do druhé ligy. Cíl byl splněn ihned v první sezóně.
Před sezonou 2010/11 bylo oznámeno, že klub nemá nejvyšší ambice a všichni budou spokojeni s umístěním ve vrchních patrech tabulky. Sezóna se ale vyvíjela dobře a Gorica ukázala, že je nejlepší klub v lize, což vedlo ke druhému titulu v řadě. Jako mistr druhé ligy si Gorica zajistila místo v nejvyšší soutěži. Postup byl později odvolán poté, co byla klubu odebrána licence.
Gorica znovu zvítězila ve druhé lize v sezóně 2017/18 a po mnoha letech se dostala do nejvyšší soutěže. Ligový debut (jako HNK Gorica) v sezóně 2018/19 byl jeden z nejpřekvapivějších v lize. Gorica se stala nejlepším nováčkem v historii soutěže,když dokázala uhrát 59 bodů. V této sezóně se jí podařilo porazit Hajduk Split, dvakrát Osijek a třikrát vicemistry, Rijeku. Ročník zakončila Gorica na 5. místě, pouhé 3 body od předkola Evropské ligy.

## Umístění v jednotlivých sezonách
| Chorvatsko (2009 – ) |        |    |    |    |    |    |    |      |        |                  |                                     |
| Sezóna               | Liga   | Z  | V  | R  | P  | VG | OG | Body | Pozice | Chorvatský pohár | Nejlepší střelec                    |
| 2009/10              | 3. HNL | 34 | 25 | 4  | 5  | 63 | 20 | 79   | 1.     |                  | Igor Hajduk – 20                    |
| 2010/11              | 2. HNL | 30 | 20 | 4  | 6  | 54 | 21 | 64   | 1.     |                  | Boris Bajto – 11                    |
| 2011/12              | 2. HNL | 28 | 10 | 10 | 8  | 27 | 24 | 40   | 7.     |                  | Tomislav Pek – 6                    |
| 2012/13              | 2. HNL | 30 | 10 | 10 | 10 | 40 | 35 | 40   | 10.    | 2. kolo          | Domagoj Abramović – 12              |
| 2013/14              | 2. HNL | 33 | 13 | 6  | 14 | 33 | 45 | 45   | 7.     | 1. kolo          | Ivan Antolek, Robert Peričić – 5    |
| 2014/15              | 2. HNL | 30 | 13 | 12 | 5  | 46 | 26 | 51   | 3.     |                  | Tomislav Kiš – 12                   |
| 2015/16              | 2. HNL | 33 | 13 | 8  | 12 | 40 | 40 | 47   | 4.     | 1. kolo          | Benjamin Tatar – 7                  |
| 2016/17              | 2. HNL | 33 | 15 | 12 | 6  | 53 | 31 | 57   | 2.     | předkolo         | Benjamin Tatar – 13                 |
| 2017/18              | 2. HNL | 33 | 18 | 8  | 7  | 44 | 29 | 62   | 1.     | 2. kolo          | Henrik Ojamaa, Victoraș Astafei – 6 |
| 2018/19              | 1. HNL | 36 | 17 | 8  | 11 | 57 | 46 | 59   | 5.     |                  | Łukasz Zwoliński – 14               |